# Cattedrale di San Giuseppe (Bucarest)
La cattedrale di San Giuseppe (in rumeno: Catedrala Sfântul Iosif) è la chiesa cattedrale dell'arcidiocesi di Bucarest. Si trova nella città di Bucarest, in Romania.

## Storia e descrizione
La cattedrale fu costruita tra il 1875 ed il 1883 su progetto degli architetti austriaci Friedrich Schmidt e Carol Benesch e grazie alle donazioni della popolazione e di ricchi benefattori. La mancanza di fondi e lo scoppio della Guerra di indipendenza rumena nel 1877 rallentarono notevolmente i lavori, che si conclusero solo nel 1883.
L'edificio è in stile romanico, con alcuni elementi di gotico. 
La cattedrale fu consacrata da Mons. Ignatius Paoli, primo arcivescovo di Bucarest, il 15 febbraio 1884.